# Дгараніндраварман I
Дгараніндраварман I (кхмер. ធរណីន្ទ្រវរ្ម័នទី១) — правитель Кхмерської імперії.

## Правління
Був старшим братом Джаявармана VI. Першу частину життя провів у монастирі, втім задля сходження на престол пішов звідти. Дослідники вважають, що саме прихід до влади Дгараніндравармана I наблизив буддизм до кхмерського імператорського двору.